# Diósviszló
Diósviszló ist eine ungarische Gemeinde im Kreis Siklós im Komitat Baranya.

## Geografische Lage
Diósviszló liegt 22 Kilometer südwestlich des Komitatssitzes Pécs und 11 Kilometer nordwestlich der Kreisstadt Siklós. Nachbargemeinden sind Márfa, Szava,  Babarcszőlős und Rádfalva.

## Geschichte
Diósviszló wurde 1330 erstmals urkundlich erwähnt. Im Jahr 1907 gab es in der damaligen Großgemeinde 147 Häuser und 701 Einwohner auf einer Fläche von 2763 Katastraljochen.

## Sehenswürdigkeiten
- Ormánság-Denkmal
- Reformierte Kirche, erbaut 1800–1804
- Weltkriegsdenkmal

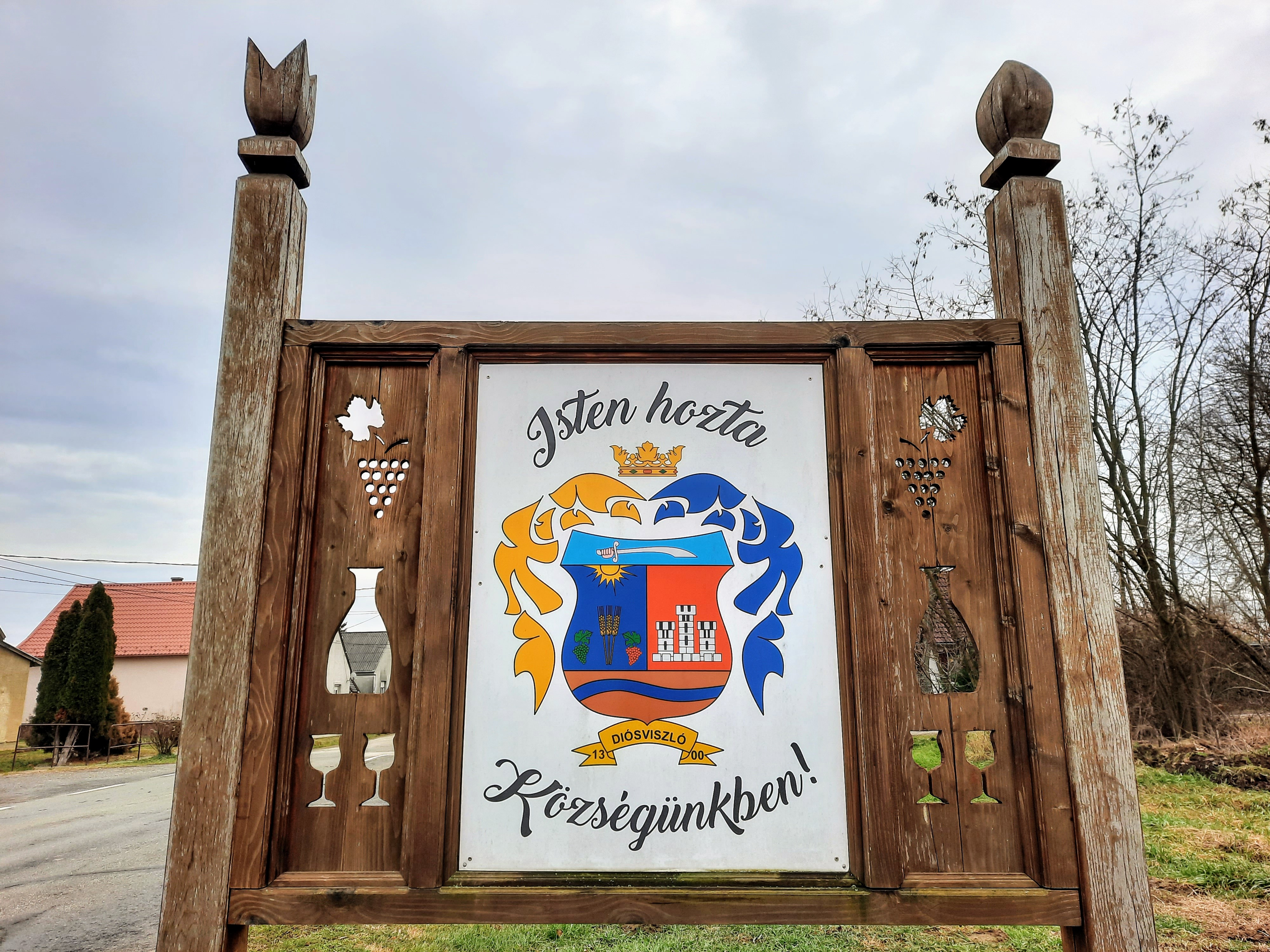
Wappen am Ortseingang
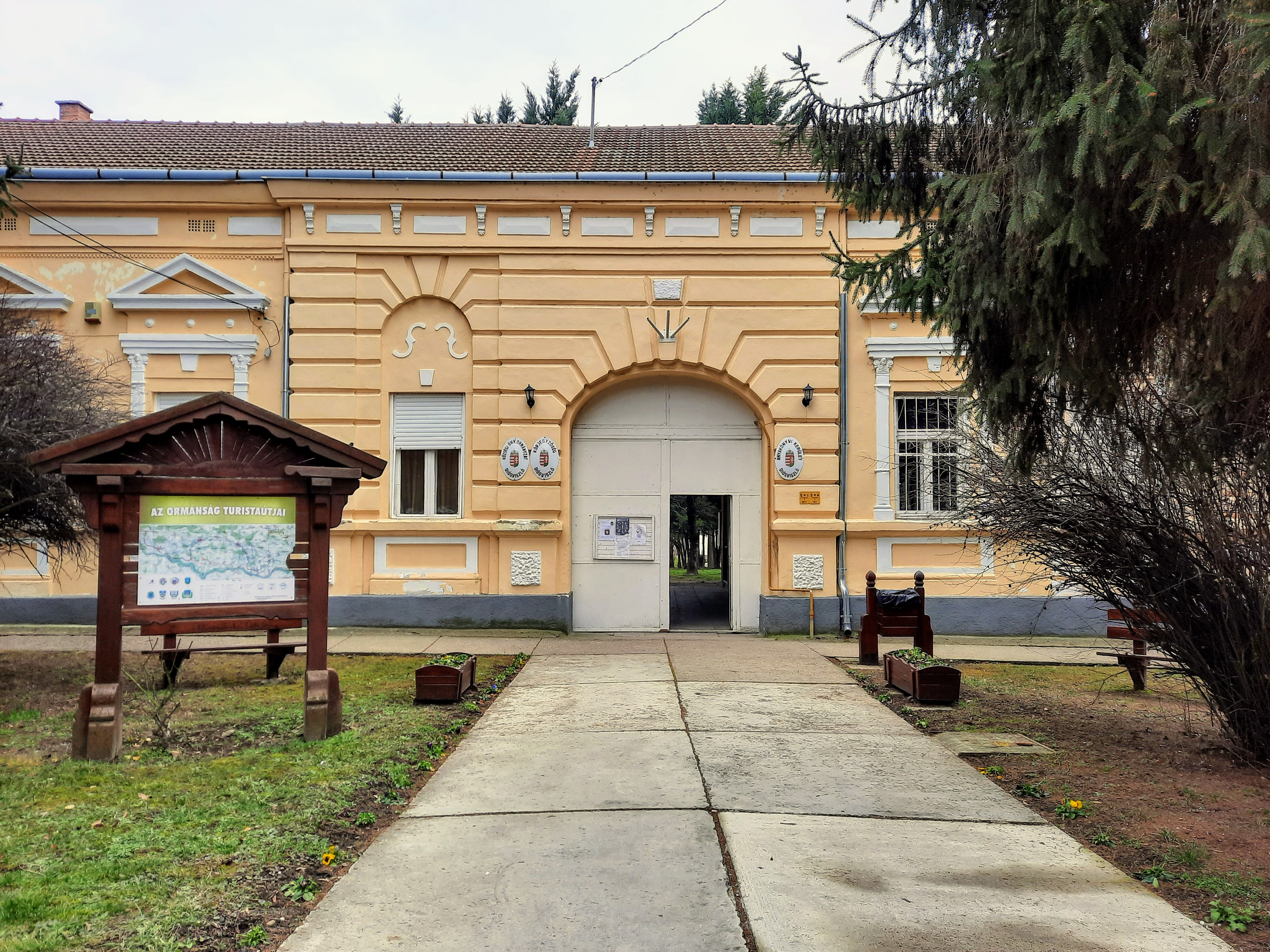
Bürgermeisteramt
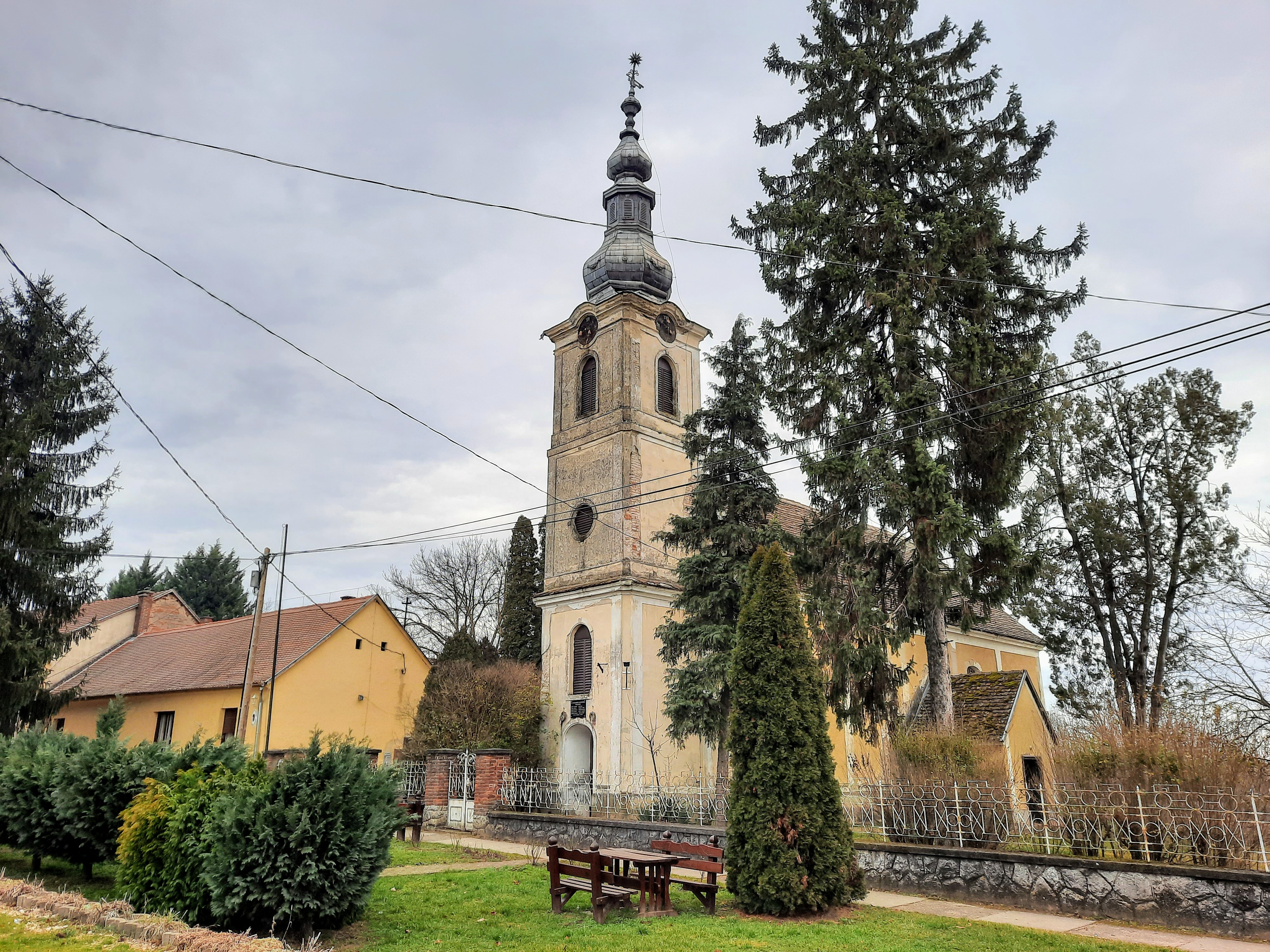
Reformierte Kirche
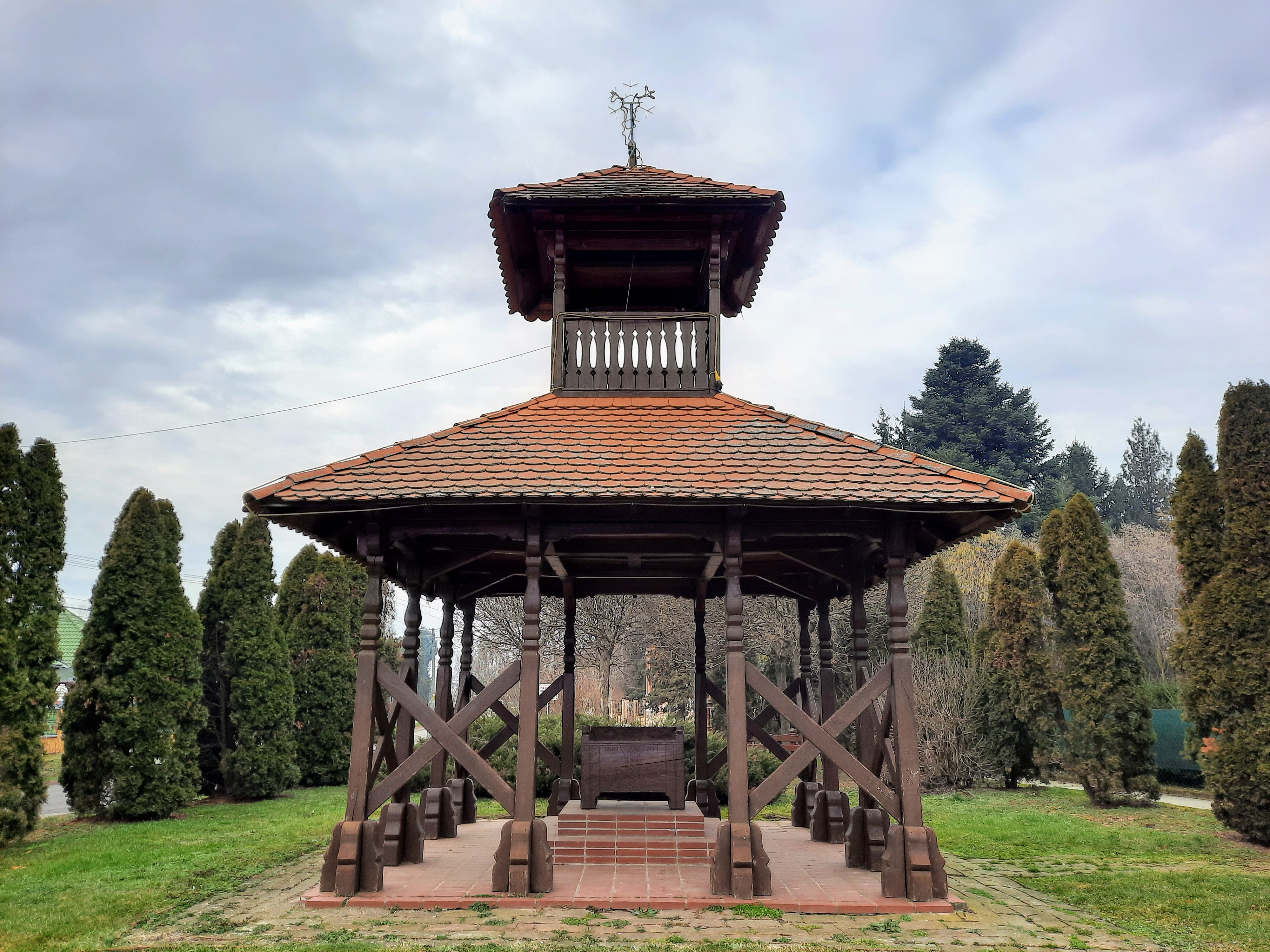
Ormánság-Denkmal

## Verkehr
Durch den östlichen Teil des Ortes verläuft die Landstraße Nr. 5814. Es bestehen Busverbindungen über Harkány nach Siklós sowie über Görcsöny nach Pécs, wo sich der nächstgelegene Bahnhof befindet.